# Søren Gyldendal Fonden
Søren Gyldendal Fonden er en dansk fond, der blev stiftet i 1958 af Gyldendal til minde om forlagets grundlægger, Søren Gyldendal.
Fonden uddeler Søren Gyldendal Prisen hvert år på Søren Gyldendals fødselsdag 12. april. Fondens formue var ultimo 2005 på 15,0 mio. kr.
Fonden uddeler også Gyldendals Store Børnebogspris.